# El Palmeral-Urbanova-Tabarca
El Palmeral-Urbanova-Tabarca es el nombre que recibe el barrio más meridional de la ciudad española de Alicante. Limita al norte con el barrio de San Gabriel; al este con el mar Mediterráneo; al sur con el término municipal de Elche; y al oeste con Elche y la entidad de población de El Bacarot, perteneciente al término municipal de Alicante. 
Según el padrón municipal, cuenta en el año 2022 con una población de 3657 habitantes (1858 mujeres y 1799 hombres).
El núcleo de población de Urbanova se integra dentro de este barrio, en su extremo sur, y cuenta con una población de 833 habitantes según el censo de 2022. Por otro lado, el núcleo de población de la Isla de Tabarca se integra dentro de su propia entidad de población, por lo que, desde el punto de vista estadístico, su población (de 51 habitantes en 2022) no se contabiliza aquí.

## Población
Según el padrón municipal de habitantes de Alicante, la evolución de la población del barrio de El Palmeral-Urbanova-Tabarca en los últimos años, del 2011 al 2022, tiene los siguientes números:
|              | 2011 | 2012  | 2013  | 2014 | 2015  | 2016  | 2017 | 2018  | 2019  | 2020 | 2021  | 2022  |
| ------------ | ---- | ----- | ----- | ---- | ----- | ----- | ---- | ----- | ----- | ---- | ----- | ----- |
| Población    | 3325 | 3412  | 3425  | 3427 | 3476  | 3428  | 3436 | 3496  | 3541  | 3540 | 3611  | 3657  |
| (Diferencia) |      | (+87) | (+13) | (+2) | (+49) | (-48) | (+8) | (+60) | (+45) | (-1) | (+71) | (+46) |